# Manning River
La Manning River est un fleuve dans les Mid North Coast de Nouvelle-Galles du Sud en Australie. Les eaux peuvent alimenter le Barnard River Scheme qui permettent de dévier une partie des eaux vers la Hunter River et sont utilisées pour la réfrigération de la centrale thermique de Bayswater.

## Histoire
Les propriétaires traditionnels de la région du Manning River sont les aborigènes Bundjalung, qui l'appellent "Boolumbahtee".
La rivière fut explorée par Henry Dangar en 1825. En 1826 elle fut renommée Manning River du nom du vice-président de l'Australian Agricultural Company, Sir William Manning. La même année, la rivière fut déclarée limite nord des zones où les colons européens de Nouvelle-Galles du Sud avaient le droit de s'installer.
Jusqu'en 1913, des bateaux remontant de l'océan apportaient les marchandises jusque dans la région.

## Géographie

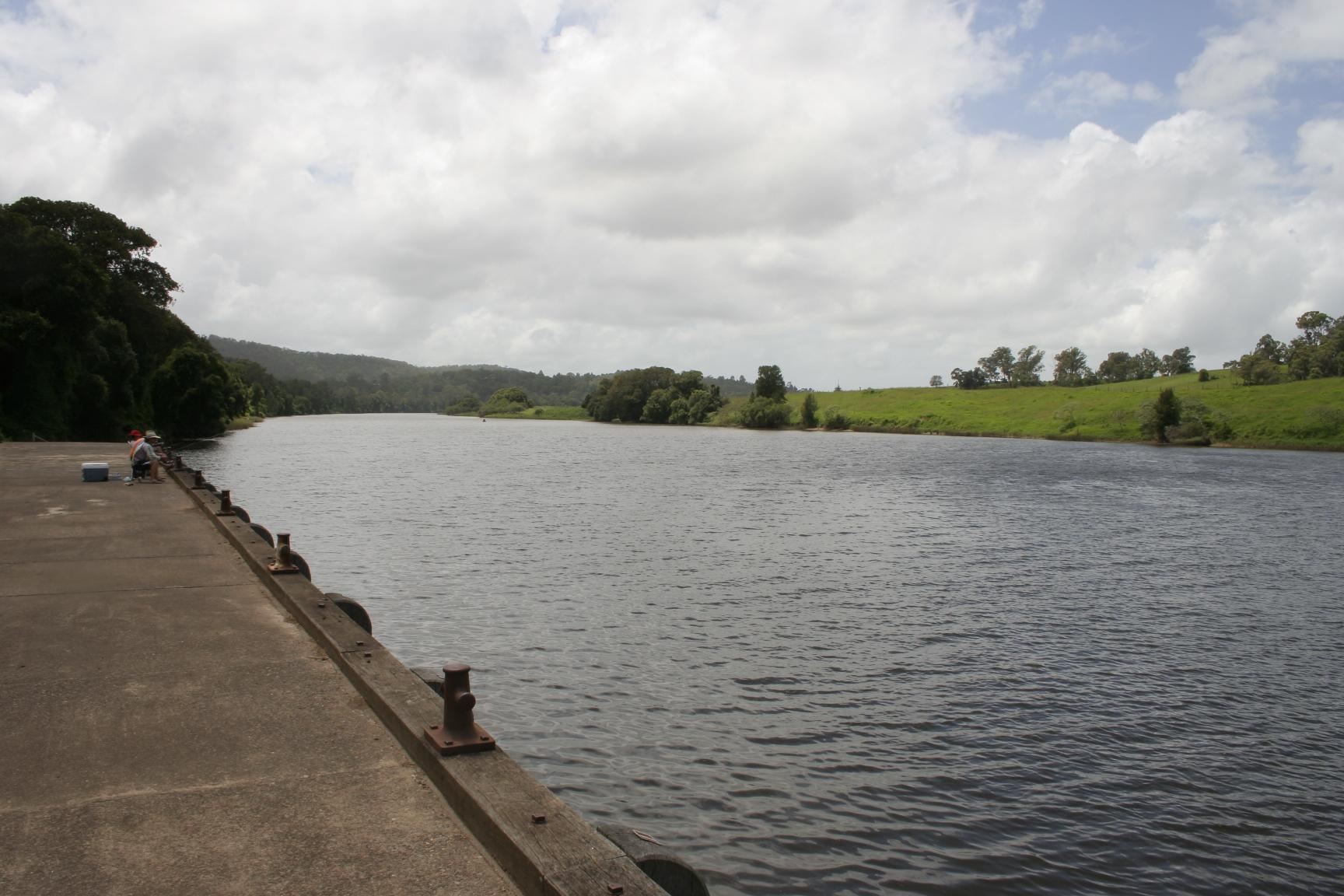
Quai à Wingham.

La Manning River est alimentée par l'Avon River, la Rowley's River, la Nowendoc River, la Barnard River, la Little Manning River et la Barrington River. Lorsque la Manning River arrive à Taree elle se divise en deux branches: une branche sud qui se jette dans l'océan Pacifique à Old Bar, une branche nord qui reçoit les Dawson et Landsdowne River avant de se jeter dans l'océan à Harrington.

## Écologie
L'espèce de tortue Flaviemys purvisi doit son nom anglais (Manning River snapping turtle) à ce fleuve.